# Moval
Moval är en kommun i departementet Territoire de Belfort i regionen Bourgogne-Franche-Comté i östra Frankrike. Kommunen ligger i kantonen Danjoutin som tillhör arrondissementet Belfort. År 2018 hade Moval 448 invånare.

## Befolkningsutveckling
Antalet invånare i kommunen Moval
| Referens: INSEE |